# Филофей (архиепископ Смоленский)
Архиепископ Филофей Грек (ум. 3 мая 1735, Москва) — епископ Русской православной церкви, архиепископ Смоленский и Дорогобужский.

## Биография
Родился в городе Науса, в греческой Македонии.
16 июля 1714 года избран на Охридскую митрополию. Смещён с поста на 6 июля 1718 года, а 4 февраля следующего года лишён священного сана.
Прибыл в Россию. Получив аудиенцию у царя Петра I, 13 февраля 1722 года был назначен архиепископом Смоленским и Дорогобужским, причем ему, как иностранцу, даны были помощники по управлению и переводчик.
Архиепископ Филофей производил следствие по делу совращения в католичество князя Потёмкина и его семьи.
В 1726 году обвинён в неисполнении синодальных указов, в расхищении казны, в разрешении на постриг в монашество девиц 15 лет и т. п. но в следующем году прощён и отпущен назад в Смоленск.
В 1728 году, по новым доносам, отрешен от должности и уволен на покой в Московский Греческий монастырь, где и оставался до конца жизни..
Скончался 3 мая 1735 года в Москве.